# Planura
Planura is een gemeente in de Braziliaanse deelstaat Minas Gerais. De gemeente telt 11.138 inwoners (schatting 2009).

## Aangrenzende gemeenten
De gemeente grenst aan Conceição das Alagoas, Frutal, Pirajuba en Colômbia (SP).